# Chariteo
Benedetto Gareth, o Benet Garret, detto il Chariteo (Barcellona, 1450 circa – Napoli, 1514), è stato un poeta, oratore, letterato e musicista spagnolo naturalizzato italiano, di origine catalana.

## Biografia
Di nobile famiglia originaria di Tortosa che ha annoverato anche Esteve de Garret, 48º Presidente della Generalitat di Catalogna, nacque a Barcellona nel 1450 e si trasferì a Napoli al seguito di Alfonso I tra il 1467 e il 1468. Sposò Petronilla Vignoles, detta Nisaea.
Nella città italiana venne a contatto con raffinati poeti come il Sannazaro e il Pontano e dagli accademici pontaniani ebbe il soprannome di Chariteo che vuol dire "figlio delle Grazie" per le sue numerose doti come quelle di oratore, di letterato colto e di musicista.
Nel 1486 fu nominato conservatore del Regio sigillo grande e nel 1495 sostituì il Pontano nella carica di segretario di Stato di Ferdinando II detto il Ferrandino.
Durante l'occupazione di Carlo VIII, che durò dal febbraio al luglio 1495, Ferrandino venne mandato in esilio e il Chariteo lo seguì insieme a tutta la corte a Procida, Ischia, in Sicilia in Calabria, fin quando il Re fece il suo ingresso trionfale a Napoli il 7 di luglio di quell’anno.
Nel 1501, quando l'attacco di Luigi XII fece cadere la dinastia aragonese, egli lasciò un'altra volta la città di Napoli e si trasferì a Roma dove trovò protezione sotto Agostino Chigi ed entrò a far parte del circolo letterario di Angelo Colocci.
Nel 1503, quando i francesi vennero allontanati da Napoli e venne nominato re Ferdinando il Cattolico, egli poté ritornare a Napoli dove svolse i numerosi incarichi assegnatigli da Consalvo di Cordova, che era governatore del re.
Scrisse in questi anni un canzoniere Endymione in italiano sul modello petrarchesco, dedicato ad una donna di nome Luna, pubblicato a Napoli da Caneto nel 1506, oltre a due poemi in terza rima intitolati la Pascha e le Metamorfosi, pubblicati nel 1509.

## Opere
- Le rime di Benedetto Gareth detto il Chariteo, a cura di Erasmo Pèrcopo, 2 voll., Tipografia dell'Accademia delle Scienze, Napoli, 1892.